# Rhantus phocaenarum
Rhantus phocaenarum är en skalbaggsart som beskrevs av Guignot 1957. Rhantus phocaenarum ingår i släktet Rhantus och familjen dykare. Inga underarter finns listade i Catalogue of Life.